# Farra d’Alpago
Farra d’Alpago ist eine Fraktion der italienischen Gemeinde (comune) Alpago, die am 23. Februar 2016 aus dem Zusammenschluss der drei Gemeinden Farra d’Alpago, Puos d’Alpago und Pieve d’Alpago entstand. Farra d’Alpago zählt 2639 Einwohner (Stand 31. Dezember 2015).
Die Schutzpatrone sind Philippus und Jakobus, Sohn des Alphäus (3. Mai).

## Geografie
Der Ort liegt etwa 12 Kilometer ostsüdöstlich von Belluno am Lago di Santa Croce.
Die zum Ort gehörenden Weiler Pich, Campon und Pian Osteria sind Siedlungen der Zimbern. Die zimbrische Sprache, ein oberdeutscher Dialekt, ist in dieser Region allerdings seit einigen Jahren ausgestorben.

## Verkehr
Durch das Ortsgebiet führen die Autostrada A27 (Venedig zur Grenze) und die Strada Statale 51 di Alemagna von San Vendemiano nach Toblach. Der Bahnhof von Santa Croce, einem Ortsteil, liegt an der Bahnstrecke Ponte nelle Alpi-Conegliano.